# Извор махала
Изво̀р махала̀ е село в Северозападна България. То се намира в община Кула, област Видин.

## История
Селото възниква с обособяването на отдалечена махала на голямото село Велики Извор, което от своя страна е основано в края на XVIII или началото на XIX век от преселници от тетевенското село Голям извор, като и до днес местният диалект е силно повлиян от централния балкански говор, контрастирайки с околните преходни и северозападни говори.
По време на колективизацията в селото е създадено Трудово кооперативно земеделско стопанство „Първи май“, именувано в чест на Деня на труда. През лятото на 1950 година 104 души подават заявления за напускане на ТКЗС. Това предизвиква намесата на околийските власти и чистка сред местните комунистически активисти, като е уволнено цялото ръководство на ТКЗС, партийния секретар на селото и общинските чиновници.
Новият партиен секретар Йончо Пуйков организира изселването от селото на собствените си родители, заможни селяни, обявени за „кулаци“. През зимата на 1950 – 1951 година, по време на довелата до Кулските събития насилствена кампания за „масовизация“ на колективизацията, жители на селото са изпращани на принудителна работа в кариерите при строежа на ВЕЦ „Китка“ над Горни Лом.
Жителите на Извор махала се включват особено масово в Кулските събития през март 1951 година. Както в повечето села в района, те нападат ТКЗС-то и си връщат събраните там животни и инвентар. В отговор властите вземат като заложници четирима старци, след което жени от селото провеждат седящи стачки с искане за освобождаването им. През следващите месеци десетки комунистически „агитатори“ от Кула и Видин се опитват да възстановят стопанството, принуждавайки хората да оттеглят молбите си за напускане. Двама от арестуваните старци са осъдени на показен процес и лежат половин година в затвора. През този период 7 семейства (19 души) от селото са принудително изселени, други 35 преминават през арести, затвори и лагери.
През лятото на 1952 година седем души от селото са осъдени за подпомагане на горяните.

## Население
Преброяване на населението през 2011 г.
Численост и дял на етническите групи според преброяването на населението през 2011 г.:
|                     | Численост | Дял (в %) |
| Общо                | 98        | 100,00    |
| Българи             | 98        | 100,00    |
| Турци               | 0         | 0,00      |
| Цигани              | 0         | 0,00      |
| Други               | 0         | 0,00      |
| Не се самоопределят | 0         | 0,00      |
| Неотговорили        | 0         | 0,00      |

## Културни и природни забележителности
В землището на селото се намира защитена местност „Връшка чука“.

### Цитирани източници
- Груев, Михаил. Преорани слогове. Колективизация и социална промяна в Българския северозапад 40-те – 50-те години на XX век.   София, Сиела, 2009. ISBN 978-954-28-0450-5.